# Grace Alatta Bell
Grace Alatta Bell là một thành viên của quốc hội Bermuda cho Đảng Bermuda của Hoa Kỳ cho khu vực bầu cử của St George's South. Bà là chủ tịch của Hội đồng Điều dưỡng Bermuda.